# Köttets tid
Köttets tid är en roman av Lina Wolff, utgiven på Albert Bonniers Förlag 2019.
I romanen åker en svensk skribent till Madrid för att få inspiration till sitt nästa projekt. I en bar träffar hon en man som tror sig vara förföljd av skaparna till en ljusskygg nätshow som han medverkat i. Han ber henne gömma honom, och i gengäld berättar han sin historia. Det blir upptakten till ett möte mellan skribenten och den diaboliska mirakelgöraren Lucia – ett möte som till slut tvingar skribenten att fatta ett ödesdigert beslut kring sin egen inre essens.
Romanen nominerades 2020 till Sveriges Radios Romanpris.